# 塞西爾鎮區 (北達科他州博蒂諾縣)
塞西爾鎮區（英語：Cecil Township）是位於美國北達科他州博蒂諾縣的一個鎮區。

## 地方資料
塞西爾鎮區的面積為91.71平方千米，當中陸地面積為91.30平方千米，而水域面積為0.40平方千米。根據2010年美國人口普查的數據，當地共有人口16人，而人口密度為每平方千米0.17人。